# 赤松政茂
赤松 政茂（あかまつ まさしげ）は、戦国時代から安土桃山時代にかけての武将。播磨国佐用城主。

## 略歴
赤松政元の四男として誕生。
天正5年（1577年）、織田氏家臣羽柴秀吉が播磨上月城に攻め寄せた際、上月城主である次兄・政範に味方するも織田軍に敗北。政範らと共に自害、または討死した。